# Społeczność Chrześcijańska Zachód w Warszawie
Społeczność Chrześcijańska Zachód w Warszawie – jedna ze wspólnot Kościoła Chrystusowego w RP działających w Warszawie. Pastorem przełożonym kościoła jest Adam Duliński.

## Historia
Społeczność Chrześcijańska Zachód została utworzona w 2016 poprzez wydzielenie z Społeczności Chrześcijańskiej Północ w Warszawie. Początkowo miejscem spotkań nowej wspólnoty była sala konferencyjna w siedzibie Polskiego Związku Motorowego przy ul. Górczewskiej 228F. W 2021 miejsce prowadzenia nabożeństw przeniesiono do lokalu na terenie Galerii Bemowo przy ul. Powstańców Śląskich 126, gdzie Kościół wynajął pomieszczenia o powierzchni 350 m². Docelowo ma powstać tam sala modlitwy na 120 miejsc siedzących, która poza przestrzenią do sprawowania nabożeństw ma się stać miejscem odbywania się różnych spotkań, konferencji i warsztatów. Planowane jest ponadto utworzenie kawiarenki ze strefą do coworkingu, pomieszczeń biurowych i technicznych, punkt konsultacyjno-poradniczego, jak również dwóch sal dla dzieci, które mają być wykorzystywane też do prowadzenia zajęć dla najmłodszych mieszkańców okolicy. Środki na dostosowanie lokalu zostały w połowie przekazane z funduszy kościelnych oraz od partnerskich organizacji, druga część pozyskiwana jest ze zbiórek.
W 2021 Społeczność skupiała około 130 wiernych.

## Działalność
Nabożeństwa odbywają się w siedzibie Kościoła przy ul. Powstańców Śląskich 126, na terenie Galerii Bemowo.
Organizowane się również wieczory modlitwy, spotkania Powołani do wolności oraz Kurs Alpha.
Wspólnota angażuje się w działalność charytatywną. Prowadzi wsparcie dzieci z rodzin uchodźców. Organizuje wydarzenia dla osób niewidomych i niedowidzących, jak również z niepełnosprawnością intelektualną i ruchową. Pozostaje członkiem Dzielnicowej Komisji Dialogu Społecznego. Prowadzi współpracę z bemowskim Ośrodkiem Pomocy Społecznej, dzięki której organizuje pikniki rodzinne, spotkania świąteczne, Klub Seniora oraz inne wydarzenia.
Realizowana jest działalność misyjna, w ramach której Społeczność zaangażowana jest w projekt Misja Mołdawia. 